# خط مانوی
خط مانوی یا خط مانیک دبیره‌ای بود که به دست مانی پیامبر آیین مانوی و از روی خط سریانی (سطرنجیلی) پدید آورده بود. در اثرهای به جا مانده از آیین مانوی بیش از همه از این خط بهره برده شده است و همچنین این خط یکی از نخستین دبیره‌هایی که مانویان بدان می‌نوشتند نیز بوده است.
ابن ندیم در الفهرست آن را منانی خوانده و دربارهٔ آن سخن رانده است و برخی از حرفهای آن را بازسازی نموده است. وی این خط را آمیزه‌ای از فارسی و سریانی می‌داند؛ و شمار حرفهای آن را نیز بیش از الفبای عربی می‌داند. به گفته وی مردم ورارود و سمرقند نیز که در نوشته‌های دینی خود از این دبیره بهره می‌بردند آن را خط دینی می‌نامیدند. ابن ندیم همچنین این دبیره را خط رازآمیز می‌خواند.
در یافته‌های باستان‌شناسان نمونه‌هایی از این خط در ترکستان چین به دست آمده است. این خط برای نوشتن زبانهای پارسی میانه، پارتی، سغدی و گاه ایغوری به کار می‌رفته‌ است.

## بررسی اجمالی
متن‌های مانوی باستان با یک الفبا که هنوز با نام سریانی-آرامی شناخته می‌شود پدیدار گشته‌اند و این نوشته‌ها بعدها به‌عنوان متن‌های سریانی/آرامی طبقه‌بندی شده‌اند. نوشته‌های بعدی که از خط مانوی برای ایجاد استفاده کرده‌اند، در ادبیات سه قوم زبان برگزیدهٔ ایرانی میانه تأیید شده‌اند:
- سغدی — گویش سغد در شرق، که جمعیت مانوی بسیاری داشت.
- پارتی — گویش پارت در شمال‌شرق، که از مادی شمال‌غرب قابل تشخیص نیست.
- پارسی میانه — گویش پارس (پارس، یا پرشیا) در جنوب‌غربی ایران.

سامانهٔ مانوی از مشمولیت بالایی از واژه‌نگاشتها و اندیشه‌نگاشتهای زبان سامی ارث‌برده از آرامی سلطنتی مجلس که از مشخصه‌های ضروری سامانهٔ پهلوی است برخوردار نیست. علاوه بر این، املای مانوی کمتر محافظه‌کار یا تاریخی و رابطهٔ نزدیک‌تر با تلفظ امروزی دارد: برای مثال؛ کلمه‌ای مانند «آزاد»، ʼčʼt در پهلوی نوشته می‌شد، ولی ʼʼzʼd در مانوی فارسی میانه در همان زمان.
خط مانوی خطی نبود که فقط برای ارائه کردن نوشته‌های مانوی به‌کار برود. وقتی که نوشتار در سغدی، که غالباً مورد بود، کتاب‌های مقدس مانوی مکرراً از الفبای سغدی (خط اویغور) استفاده می‌کردند.
در سدهٔ نوزدهم میلادی، هیئت‌های اعزامی آلمانی عددی از نوشته‌های مانوی در بولاییق روی جادهٔ ابریشم در نزدیکی تورپان در مکانی که شین‌جیانگ امروزی در آن قرار دارد، کشف کردند. بسیاری از این نوشته‌ها، امروزه در برلین محافظت می‌شوند.

## حروف
این الفبا همانند سایر خط‌های ابجد از راست به چپ نوشته می‌شود و واکه ندارد.

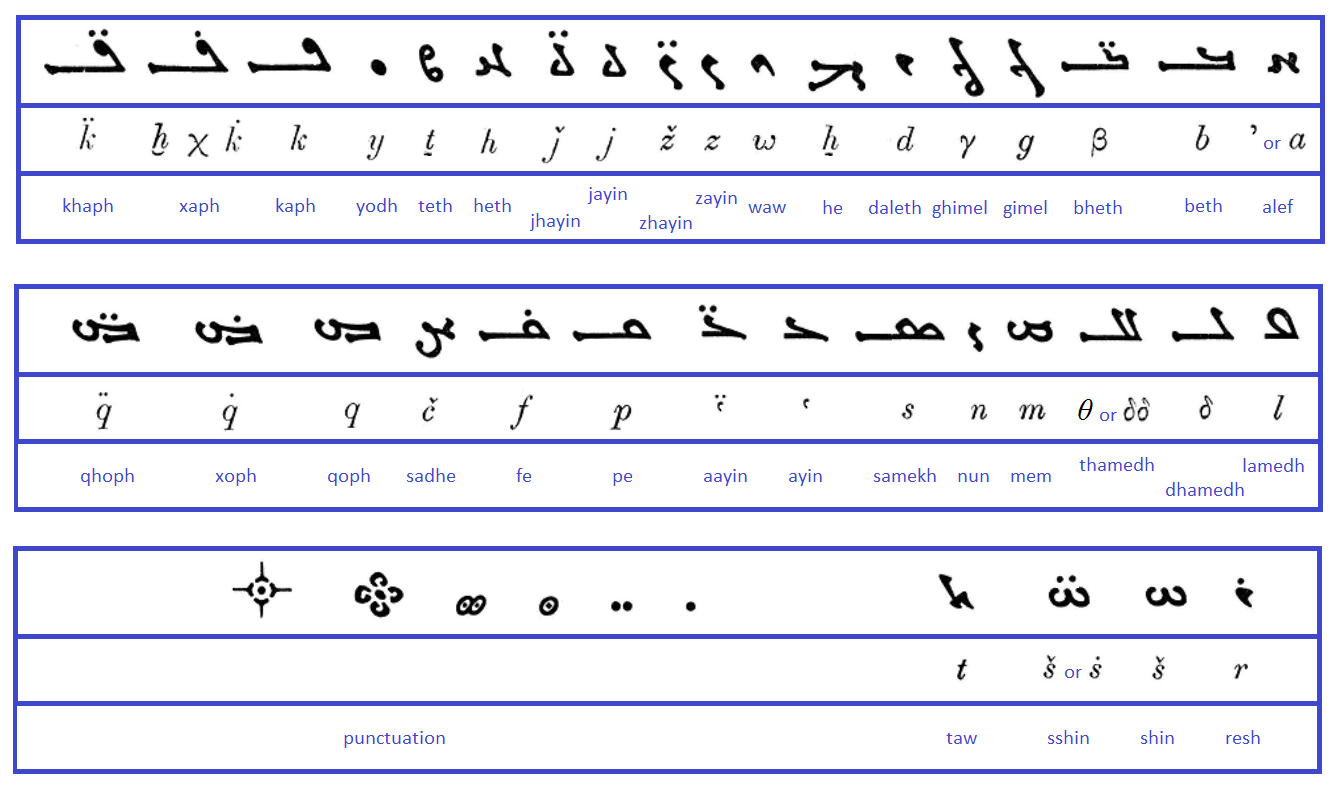
جدول حروف الفبای مانوی، همراه با معادل لاتین آنها.

## یونی‌کد
الفبای مانوی (U+10AC0–U+10AFF) در ماه ژوئن سال ۲۰۱۴ با انتشار نسخهٔ ۷٫۰ به استاندارد یونی‌کد افزوده‌ گشت.